# Preptotheria
Los preptoterios (Preptoteria) son uno de los magnórdenes en los que se dividen los epiterios, clado en el que se clasifican todos los placentarios vivos a excepción de los xenartros.

## Filogenia
Cladograma:
```
      --o 
Epitheria
 
(McKenna, 1975)

        |-o 
Leptictida
 
McKenna, 1975
 (†)
        `-o Preptotheria 
(McKenna, 1975)

          |-o 
Anagalida
 
(Szalay & McKenna, 1971)
 
          | |-o 
Macroscelidea
 
(Butler, 1956)
 - 
musarañas-elefante
 
          | |-o 
Duplicidentata
 
(Illiger, 1811)

          | | |-o 
Lagomorpha
 
Brandt, 1855
 - 
lagomorfos

          | | `-o 
Mimotonida
 
Li et al., 1987
 (†)
          | `-o 
Simplicidentata
 
(Weber, 1904)
 
          |   |-o 
Mixodontia
 
Sych, 1971
 (†)
          |   `-o 
Rodentia
 
Bowdich, 1821
 - 
roedores
 
          |-o 
Ferae
 
(Linnaeus, 1758)
 
          | |-o 
Carnivora
 
Bowdich, 1821
 - 
carnívoros
 
          | |-o 
Cimolesta
 
McKenna, 1975
 - 
pangolines

          | `-o 
Creodonta
 
(Cope, 1875)
 (†) 
          |-o 
Lipotyphla
 
(Haeckel, 1866)
 
          | |-o 
Chrysochloridea
 
Broom, 1915
 - 
topos dorados

          | |-o 
Erinaceomorpha
 
(Gregory, 1910)
 - 
erizos y topos

          | `-o 
Soricomorpha
 
(Gregory, 1910)
 - 
musarañas y tenrecs

          |-o 
Archonta
 
(Gregory, 1910)
 
          | |-o 
Chiroptera
 
Blumenbach, 1779
 - 
murciélagos

          | |-o 
Primates
 
Linnaeus, 1758
 - 
primates
 
          | `-o 
Scandentia
 
(Wagner, 1855)
 - 
tupayas

          `-o 
Ungulata
 
(Linnaeus, 1766)

            |-o 
Dinocerata
 
Marsh, 1873
 (†)
            |-o 
Tubulidentata
 
Huxley, 1872
 - 
cerdo hormiguero
 
            |-o 
Altungulata
 
(Prothero & Schoch, 1989)
 
            | |-o 
Perissodactyla
 
Owen, 1848
 - 
perisodáctilos
 
            | `-o 
Uranotheria
 
McKenna & Bell, 1997
 - 
damanes, elefantes y sirenios

            |-o 
Eparctocyona
 
McKenna, 1975
 
            | |-o 
Artiodactyla
 
Owen, 1848
 - 
artiodáctilos

            | |-o 
Arctostylopida
 
Cifelli et al., 1989
 (†) 
            | |-o 
Cete
 
Linnaeus, 1758
 - 
cetáceos

            | |-o 
Condylarthra
 
Cope, 1881
 (†)
            | `-o 
Procreodi
 
Matthew, 1915
 (†)
            `-o 
Meridiungulata
 
McKenna, 1975
 (†)
              |-o 
Astrapotheria
 
Lydekker, 1894
 (†)
              |-o 
Litopterna
 
Ameghino, 1889
 (†)
              |-o 
Notoungulata
 
Roth, 1903
 (†)
              |-o 
Pyrotheria
 
Ameghino, 1895
 (†)
              `-o 
Xenungulata
 
Paula Couto, 1952
 (†)
```